# Añatuya
Añatuya est une ville de la province de Santiago del Estero, en Argentine, et le chef-lieu du département de General Taboada.
Deux versions expliquent le nom de la ville. Il provient soit du quechua et signifie « Raton laveur » ou du guarani et signifie dans ce cas « vieux diable ».

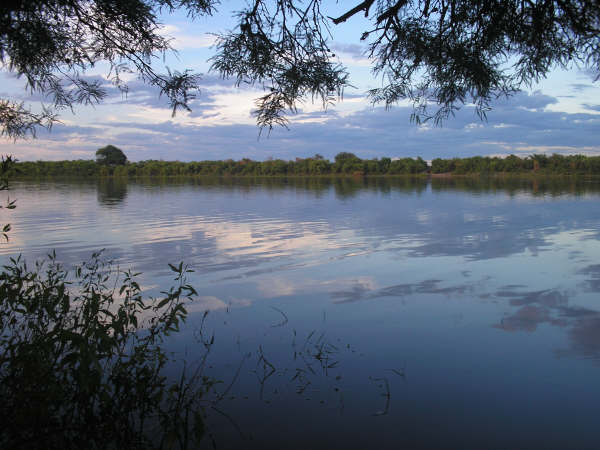
Lac de Los Pozos
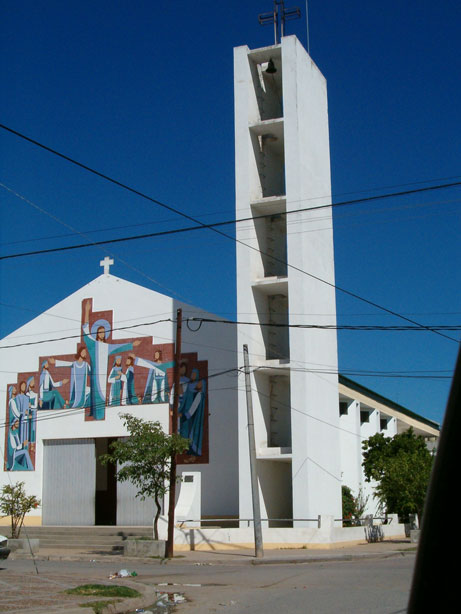
La cathédrale